# Émile Bonjour
Emile Bonjour, né le 25 novembre 1862 à Vevey et mort le 9 novembre 1941 à Pully, est un journaliste et directeur de musée vaudois.

## Biographie
Émile Bonjour entre à La Revue (le journal politique du parti radical vaudois) comme collaborateur de son frère journaliste Félix Bonjour à 18 ans, après avoir obtenu sa maturité. Puis il devient correspondant de presse à Berlin et à Berne. De retour à Lausanne, il assure la chronique de politique étrangère pendant quarante ans. Il lance le supplément hebdomadaire littéraire et artistique La Revue du Dimanche en 1888, qu'il dirige jusqu'en 1915. Cofondateur (1883) et vice-président de l'union de la presse suisse, journaliste apprécié, Émile Bonjour a été considéré comme une voix indépendante de la presse suisse pendant la Première Guerre mondiale. 
En 1894, il est désigné pour prendre la direction du Musée cantonal des beaux-arts de Lausanne, fonction qu'il occupe jusqu'en 1935. Avant sa nomination, il s'était signalé comme un connaisseur, publiant le premier catalogue du Musée Arlaud (1887) et n'hésitant pas à mobiliser son journal pour lancer des souscriptions afin d'éviter le départ d'œuvres « d'intérêt national », comme en 1890 pour le tableau de Robert Anker, La reine Berthe et les fileuses. 
C'est Emile Bonjour qui assure le déménagement des collections dans les nouveaux locaux du Palais de Rumine. À cette occasion, Bonjour réalise un nouvel accrochage des œuvres selon sa « méthode jardinatoire » : le musée montre tout ce qu'il possède, rien ne moisit dans ses caves. Très vite la place lui manquera. En 1904, il accueille dans son nouveau musée la 8e exposition nationale suisse des beaux-arts qui fait un triomphe. C'est la seule exposition temporaire qu'il pourra organiser, faute de moyens et de place. Il prête un soin tout particulier à l'accroissement des collections patrimoniales, achetant plusieurs œuvres de chaque artiste vaudois contemporain ; il persuade le canton d'acquérir les œuvres de Charles Gleyre et négocie habilement la plus importante donation jamais faite au musée par un particulier, celle d'Henri-Auguste Widmer.
Emile Bonjour croit en la mission éducative des musées comme en celle du livre et des bibliothèques. Il conçoit seul ou en collaboration avec Louis Dupraz des anthologies et des livres de lecture à l'usage des écoliers. Conseiller communal lausannois (1896-1905), il milite en 1897 pour la création d'une bibliothèque populaire et gratuite, vœu qui ne sera satisfait qu'en 1933. Il est cofondateur de l'AMSBa et membre de la Commission fédérale des beaux-arts plusieurs années de suite.
Franc-maçon, il est membre de  la Grande Loge suisse Alpina.